# Чоткий Паца
Чоткий Паца — український комедійний проєкт, який, зокрема, спеціалізується на музичних пародіях. Проєкт створено 31 жовтня 2014 року.
Крім каналу на YouTube автори мають спільноти у Facebook та Telegram.

## Опис
Шоу присвячено огляду новин України та Світу; створенню українських пародій на музичні кліпи; відеоблоги; лайфхаки; конкурси та інші теми, на які команда проєкту створює гумористичні відеоролики.
Влітку 2016 року частина команди залишила проєкт.
4 листопада 2016 року було оголошено нових відеоблогерів після відбору претендентів. Частота виходу роликів значно збільшилася.
6 травня 2017 року про свій вихід з проєкту оголосив учасник з творчим псевдонімом Гриша Яблуножко (справжнє ім'я Антон Мурафа). Він був єдиним російськомовним учасником, через що його часто критикували глядачі.
18 січня 2018 року команда створила додатковий YouTube канал «VERTUHA», який налічує 984 тисяч підписників (станом на 23.06.2020). Також 3 липня 2019 року був створений канал «Чоткі Новини», де транслювалося шоу з однойменною назвою.

## Рубрики
- Чотке Шоу
- Чоткі Новини
- Пранк | Кідалово
- Жиза
- Типи людей
- Обзор
- Як Просто…
- Чотка Реклама
- Лайфхаки
- Чотке життя чотких
- Присвяти від Кості
- Будні паци
- Пародії на кліпи
- Бекстейдж (Як знімали)
- Кращий спосіб…
- Розіграші

## Пародії на кліпи
Проєкт «Чоткий Паца» став відомим завдяки своїм пародіям на популярні кліпи українських, російських та світових виконавців.
4 жовтня 2015 року команда проєкту «Чоткий Паца» створила пародію на пісню та кліп «Имя 505» поп-гурту «Время и Стекло».. Станом на 11 червня 2017 року пародія посідає 9 сходинку у списку найпопулярніших українських відео на YouTube. Станом на 4 березня 2020 року кліп-пародія зібрав понад 53 мільйони переглядів на відеохостингу YouTube.
8 листопада 2015 року на каналі «Чоткий Паца» було опубліковано пародію на пісню «Баклажан» російського виконавця Тіматі. Кліп-пародія отримав назву «Кто создал Майдан — Ку Клукс Клан». Пародія відображає проблему необ'єктивності ЗМІ в Україні, Білорусі та Росії.
Після великої перерви 10 квітня 2016 року «Чоткий Паца» випустив нову пародію «Хто твій батя?». Це пародія на пісню «Daddy» південнокорейського виконавця PSY. Кліп-пародія гостро висміює «мажорів» і так звану «золоту молодь».
Під кінець 2016 року, напередодні Новорічних свят, було випущено музичний кліп «I will survive».
У березні 2018 року кількість підписників на каналі «Чоткий Паца» перевищила 1 мільйон.
24 травня 2018 року вийшла пародія «Сьодні ми будемо сині» на кліп Філіпа Кіркорова «Колір настрою синій» (рос. «Цвет настроения синий»). Пародію присвячено випускному вечору та останньому дзвонику.
17 вересня 2018 року вийшла пародія «Правда». Це пародія на пісню «Panda E» білоруського репера CYGO (псевдонім читається «Сайґо», але репер не проти трактування «Цуго»).
У січні 2019 року кількість підписників на каналі перетнула 3 млн.
26 березня 2019 року відбулася прем'єра кліпу-пародії на кліп «Попа, як у Кім» (рос. «Попа, как у Ким») української співачки NK (Насті Каменських).
22 серпня 2019 року вийшов кліп-пародія «Я не цей». Кліп «Я не цей» — це музична пародія на пісню «I'm OK» російської панк-поп-рейв-групи «Little Big».

### Музичний гурт «MDMA»

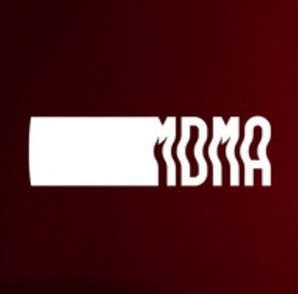
Логотип музичного гурту «MDMA»

Напередодні весни 2017 року було створено музичний проєкт «MDMA», який спеціалізується виключно на пародіях і кавер-версіях, а 1 березня 2017 року був зареєстрований канал на YouTube для проєкту. 21 квітня 2017 року відбулася прем'єра пародії «Твої друзі» (рос. «Твои друзья»). Цього разу це була пародія на кліп «Твої очі» (рос. «Твои глаза») співачки Світлани Лободи. Пародія показує поширену проблему в стосунках пари, коли відповідно їх друзі сприймаються по-різному.
Станом на 25 травня 2017 року музичний проєкт «MDMA» створив наступні кліпи: пародія на кліп «На стилі» гурту «Время и Стекло»; пародія на пісню «Якщо ти мене не любиш» (рос. «Если ты меня не любишь») дуету «Єгор Крід & MOLLY» (пародія критикує проблему педофілії); пародія на пісню «Тане лід» (рос. «Тает лёд») гурту «Гриби»; пародія на кліп «Твої очі» (рос. «Твои глаза») співачки Світлани Лободи, а також пародія на пісню «Екстаз» гурта «Ленінград» та інші. З 2018 року проєкт «MDMA» припиняє своє існування і всі найпопулярніші кліпи були перенесені на основний канал — Чоткий Паца.

## Популярність
На Ютуб-каналі «Чоткий Паца», станом на 1 липня 2020 року, налічується близько 4,5 мільйонів підписників, що робить його власників найпопулярнішими україномовними відеоблогерами.
Після блокування російських сервісів, створена спільнота у Facebook має аудиторію понад 250 000 людей.